# Collegio uninominale Lombardia 1 - 04 (2020)
Il collegio elettorale uninominale Lombardia 1 - 04 è un collegio elettorale uninominale della Repubblica Italiana per l'elezione della Camera dei deputati.

## Territorio
Come previsto dalla legge n. 51 del 27 maggio 2019, il collegio è stato definito tramite decreto legislativo all'interno della circoscrizione Lombardia 1.
È formato dal territorio di 40 comuni della città metropolitana di Milano: Abbiategrasso, Albairate, Assago, Bareggio, Basiglio, Besate, Binasco, Boffalora sopra Ticino, Bubbiano, Buccinasco, Calvignasco, Casarile, Cassinetta di Lugagnano, Cesano Boscone, Cisliano, Corbetta, Corsico, Cusago, Gaggiano, Gudo Visconti, Lacchiarella, Locate di Triulzi, Magenta, Marcallo con Casone, Morimondo, Motta Visconti, Noviglio, Opera, Ozzero, Pieve Emanuele, Robecco sul Naviglio, Rosate, Rozzano, Santo Stefano Ticino, Sedriano, Trezzano sul Naviglio, Vermezzo con Zelo, Vernate, Vittuone e Zibido San Giacomo.
Il collegio è parte del collegio plurinominale Lombardia 1 - 01.

## Eletti
| Elezione | Elezione | Deputato           | Partito           |
| -------- | -------- | ------------------ | ----------------- |
|          | 2022     | Riccardo De Corato | Fratelli d'Italia |

## Dati elettorali

### XIX legislatura
Come previsto dalla legge elettorale, 147 deputati sono eletti con sistema a maggioranza relativa in altrettanti collegi uninominali a turno unico.
| Candidati                                 | Candidati                        | Voti    | %     | Liste                          | Voti    | %     |
| ----------------------------------------- | -------------------------------- | ------- | ----- | ------------------------------ | ------- | ----- |
|                                           | Riccardo De Corato ✔️ Eletto     | 107 144 | 48,67 | Fratelli d'Italia              | 63 011  | 28,63 |
| Lega per Salvini Premier                  | Riccardo De Corato ✔️ Eletto     | 107 144 | 48,67 | 24 546                         | 11,15   |       |
| Forza Italia                              | Riccardo De Corato ✔️ Eletto     | 107 144 | 48,67 | 17 099                         | 7,77    |       |
| Noi moderati/Lupi - Toti - Brugnaro - UDC | Riccardo De Corato ✔️ Eletto     | 107 144 | 48,67 | 2 488                          | 1,13    |       |
|                                           | Ilaria Ramoni                    | 58 814  | 26,72 | Partito Democratico-IDP        | 42 110  | 19,13 |
| Alleanza Verdi e Sinistra                 | Ilaria Ramoni                    | 58 814  | 26,72 | 7 955                          | 3,61    |       |
| +Europa                                   | Ilaria Ramoni                    | 58 814  | 26,72 | 7 794                          | 3,54    |       |
| Impegno Civico - Centro Democratico       | Ilaria Ramoni                    | 58 814  | 26,72 | 955                            | 0,43    |       |
|                                           | Stefania Mammì                   | 22 810  | 10,36 | Movimento 5 Stelle             | 22 810  | 10,36 |
|                                           | Margherita Almerinda Mazzuoccolo | 20 082  | 9,12  | Azione - Italia Viva - Calenda | 20 082  | 9,12  |
|                                           | Alberto Gazzola Muti             | 4 412   | 2,00  | Italexit                       | 4 412   | 2,00  |
|                                           | Mara Ghidorzi                    | 3 010   | 1,37  | Unione Popolare                | 3 010   | 1,37  |
|                                           | Luca Manzoni                     | 2 353   | 1,07  | Italia Sovrana e Popolare      | 2 353   | 1,07  |
|                                           | Felix Giuseppe De Brumatti       | 1 306   | 0,59  | Vita                           | 1 306   | 0,59  |
|                                           | Francesca Cassano                | 192     | 0,09  | Noi di Centro – Europeisti     | 192     | 0,09  |
| Totale                                    | Totale                           | 220 123 | 100   |                                | 220 123 | 100   |
|                                           |                                  |         |       |                                |         |       |
| Schede bianche                            | Schede bianche                   | 2 380   | 1,04  |                                |         |       |
| Schede nulle                              | Schede nulle                     | 5 279   | 2,32  |                                |         |       |
| Votanti                                   | Votanti                          | 227 782 | 69,41 |                                |         |       |
| Elettori                                  | Elettori                         | 328 184 |       |                                |         |       |